# 二甲胂氰
二甲胂氰是一种有机砷化合物，由罗伯特·威廉·本生在1840年代发现。

## 性质
二甲胂氰有剧毒，会导致砷中毒和氰化物中毒。本生是这样描述二甲胂氰的：
这种物质有异常的剧毒，因此它的制备和纯化都只能露天进行。在这种情况下，操作者必须通过一个长长的开口管呼吸，以确保他吸入的空气不会被这种极易挥发的化合物浸渍。就算只让几粒这种物质在常温的房间里蒸发，任何一个呼吸其中空气的人都会突然头晕目眩，完全失去知觉。
二甲胂氰还会爆炸，使本生在实验过程中受了重伤。据报道，俄罗斯军方将二甲胂氰作为一种潜在的化学武器来调查，虽然发现它是一种有效的催泪剂，但最终认为不适合军事用途。